# Holehundi, Heggadadevankote
Holehundi là một làng thuộc tehsil Heggadadevankote, huyện Mysore, bang Karnataka, Ấn Độ.